# Red Nichols

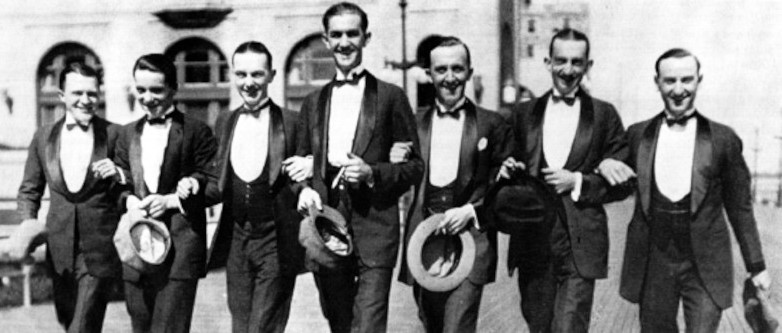
„Red” Nichols (drugi od lewej)
z zespołem The Syncopating Seven, 1923

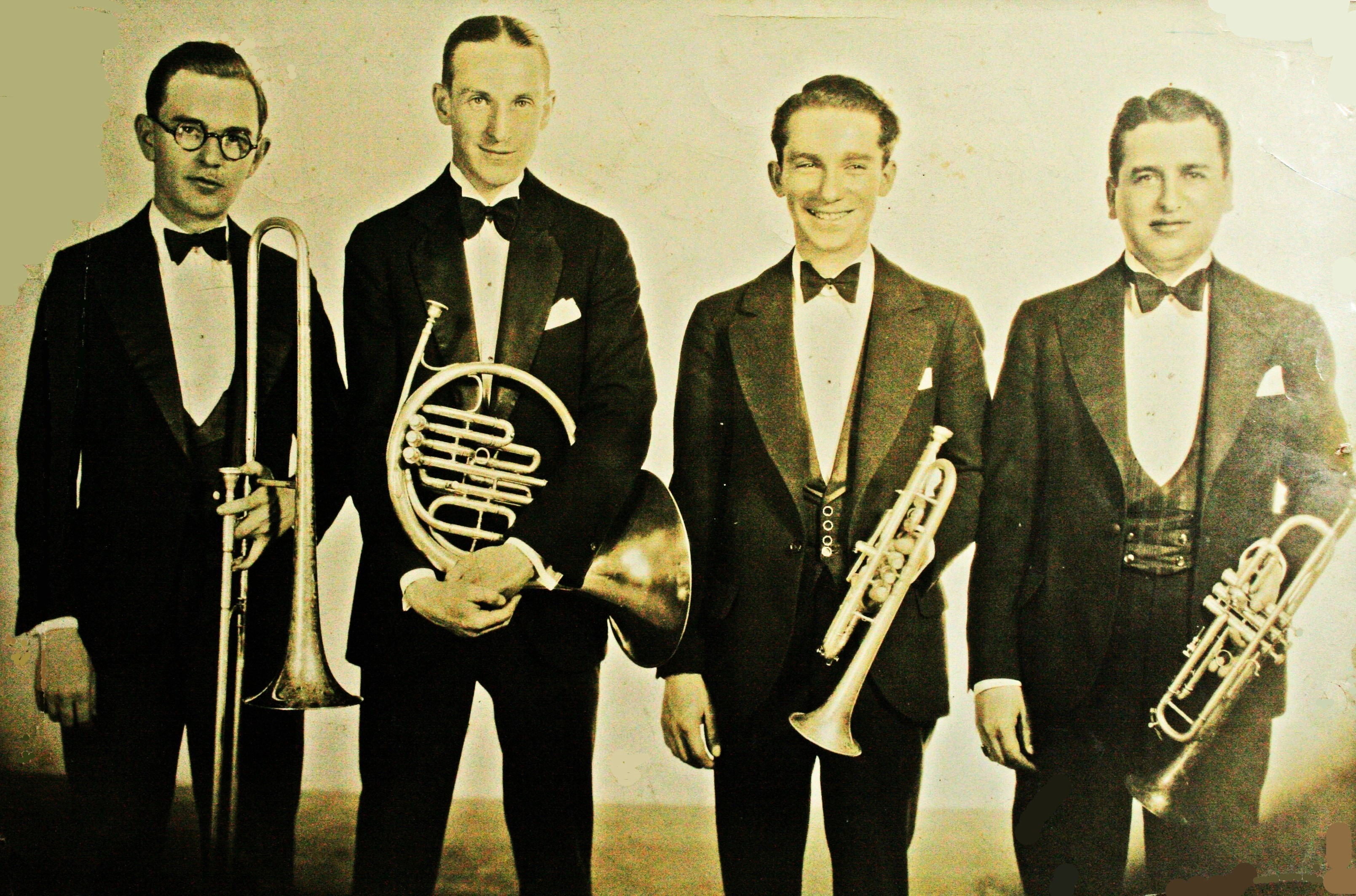
Od lewej: Miff Mole, Dudley Fosdick, Red Nichols i Leo McConville, ok. 1926

Ernest Loring Nichols, ps. „Red” (ur. 8 maja 1905 w Ogden, zm. 28 czerwca 1965 w Las Vegas) – amerykański kornecista, trębacz, kompozytor i bandlider jazzowy.

## Życiorys
Był mormonem. Z powodu koloru włosów nosił przydomek: „Rudy” („Red”). Pod okiem ojca, profesora muzyki w college'u, zaczynał grać na sygnałówce w wieku czterech lat. Później ojciec uczył go gry na kornecie. Uważany za cudowne dziecko, już w wieku dwunastu lat występował w uczelnianej orkiestrze dętej, prowadzonej przez ojca, grając najtrudniejsze aranżacje. W tym czasie słuchał płyt nowoorleańskiego zespołu Original Dixieland Jass Band i kornecisty Bixa Beiderbecke’a. W 1919 po otrzymaniu stypendium wstąpił do Culver Military Academy.
Na początku lat 20. XX wieku przeniósł się z Utah na Środkowy Zachód i dołączył do zespołu The Syncopating Seven. Po jego rozpadzie został członkiem Johnny Johnson Orchestra i w 1923 przyjechał z nią do Nowego Jorku. Wielkie Jabłko pozostało jego bazą przez wiele następnych lat. Doskonale czytał nuty i zawsze potrafił dodać elementy jazzu do muzyki tanecznej, dzięki temu szybko stał się wziętym muzykiem. Grał w zespołach prowadzonych przez takich bandliderów, jak Harry Reser, Paul Whiteman, Vincent Lopez i Henry Halstead. W Nowym Jorku poznał puzonistę Miffa Mole’a, który przez następne dziesięć lat był jego najbliższym współpracownikiem. Obaj mieli własne zespoły, w których razem grali. W związku z tym, że w pierwszej połowie XX w. obowiązywała w Stanach Zjednoczonych segregacja rasowa, pracował tylko z białymi muzykami i formacjami, ale nigdy nie był rasistą.
W 1926 utworzył zespół studyjny Red Nichols and His Five Pennies i zaczął bardzo wiele nagrywać. Na ogół w tych samych składach personalnych dokonywał również nagrań ze swoimi zespołami opatrzonymi różnymi nazwami, m.in. Red Heads, Arkansas Travellers, Louisiana Rhythm Kings i Charleston Chasers. Takie praktyki były wówczas powszechne ze względu na większe korzyści finansowe. Obok Mole’a stale współpracował z nim wtedy saksofonista altowy i klarnecista Jimmy Dorsey. W następnych latach przez jego małe i duże zespoły przewinęło się wielu młodych muzyków, którzy stali się luminarzami jazzu. Byli to m.in. „Król Swingu” Benny Goodman, legendarny bandlider Glenn Miller, oraz puzonista Jack Teagarden, klarnecista Pee Wee Russell, skrzypek Joe Venuti, gitarzysta Eddie Lang, multiinstrumentalista Adrian Rollini, perkusista Gene Krupa i melofonista Dudley Fosdick. W latach 1926-1932 pracował dla wytwórni płytowej Brunswick, w której dokonał wielu nagrań. Zarejestrowany w 1927 przez The Five Pennies fokstrot Ida! Sweet as Apple Cider stał się wielkim przebojem, który sprzedał się w ponad milionowym nakładzie. W tym okresie oraz latach późniejszych nagrywał także dla wytwórni: Edison, Victor, Bluebird, Variety i OKeh. Podczas całej kariery dokonał ponad czterech tysięcy nagrań.
Po nadejściu wielkiego kryzysu dzięki koncertom początkowo nie miał kłopotów z pracą. Wkrótce jednak występy niemal ustały, ale przede wszystkim w 1932 przestał nagrywać. Później pracował w orkiestrach teatralnych, akompaniujących różnym przedstawieniom, oraz prowadził własny zespół, grający muzykę bliską swingowej. Na krótko wyjechał do Kalifornii, gdzie prowadził orkiestrę w ogólnokrajowym programie radiowym aktora Boba Hope’a. W tym czasie ożenił się z Willą Inez Stutsman, tancerką występującą na Broadwayu w rewii Scandals George’a White’a. Urodziła mu się córka, która w 1942 zachorowała na chorobę Heinego-Medina, pierwotnie błędnie rozpoznaną jako zapalenie opon mózgowo-rdzeniowych. Wtedy wraz żoną i córką przeniósł się do Kalifornii, do San Leandro, gdzie mieszkała rodzina Willi. Obie pozostały w Kalifornii do czasu całkowitego wyleczenia córki. On tymczasem na dwa lata porzucił muzykę, podejmując pracę w stoczni U.S. Navy. Wówczas już toczyła się II wojna światowa.
W 1944 powrócił na estradę i do studia nagraniowego. Przez kilka miesięcy grał w orkiestrze Casa Loma Glena Graya, a następnie reaktywował The Five Pennies jako sekstet dixielandowy. W 1947 skład grupy wzbogacił o saksofonistę basowego Joe Rushtona, który pozostał w niej do początku lat 60. Zespół działał głównie w Los Angeles, San Francisco i innych miastach Kalifornii. Wyjechał z nim również na koncerty do Europy jako ambasador dobrej woli, reprezentujący Departament Stanu. Przez dwa dziesięciolecia (lata 50. i 60.) The Five Pennies cieszył się sławą  jednego z najlepszych w owych czasach amerykańskich zespołów dixielandowych. Natomiast jego lider uchodził za pracodawcę, który zawsze wywiązywał się ze zobowiązań płacowych wobec swoich muzyków.
W czerwcu 1965 przyjechał z The Five Pennies do Las Vegas na występy w hotelu Mint. 28 czerwca, kilka dni po rozpoczęciu koncertów, poczuł podczas snu silne bóle w klatce piersiowej. Zadzwonił do recepcji, ale zanim przyjechała karetka, już nie żył. Zespół wystąpił zgodnie z planem, przy świetle reflektora punktowego skierowanego na jego puste krzesło, stojące na środku estrady.
Został pochowany w Forest Lawn Memorial Park w Hollywood Hills w Los Angeles. Miał 60 lat.

## Wybrana twórczość

### Kompozytor lub współkompozytor
Five Pennies, Get With It, Hangover (wspólnie z Miffem Mole’em), Hurricane (wspólnie z Paulem Madeirą Mertzem), The King Kong, Lowland Blues, Meet Miss 8 Beat, Nervous Charlie Stomp, The Parade of the Pennies, Overnight Hop, Sugar, That's No Bargain, Trumpet Sobs

### Dyskografia
- 1943 Red Nichols Classics – Volume One – Red Nichols and His Five Pennies (Brunswick)
- 1946 Red Nichols Classics – Volume Two – Red Nichols and His Five Pennies (Brunswick)
- 1950 Jazz Time with Red Nichols (Capitol)
- 1954 Red Nichols and Miff Mole – New York Jazz of the Twenties (Riverside)
- 1958 Red Nichols and His Pennies – Parade of the Pennies (Capitol)
- 1959
  - Meet the Five Pennies – Red Nichols (Capitol)
  - The Red Nichols Story – Red Nichols and His Five Pennies (Brunswick) – kompilacja
- 1963 Red Nichols and His Five Pennies – Vol. 2 – Original Recordings Made in 1926–1930 (Coral) – kompilacja
- 1974 Red Nichols (Parnaso Records)
- 1976 Sessions, Live – Red Nichols Firehouse Five Plus 2 (Calliope)
- 1982 Red Nichols and His Five Pennies – 1926–31 Rarest Brunswick Masters (MCA) – kompilacja

Zestawienie wg dat wydania płyt

## Film
W swojej karierze miał związki z filmem. Wraz ze swoimi zespołem pojawił się w szeregu filmów krótkometrażowych: Red Nichols & His Five Pennies (1929), Million Dollar Notes (1935) i Red Nichols and His World Famous Five Pennies (1936). W latach 1950–1952 firma Snader Telescriptions zarejestrowała na potrzeby telewizji wykonane na żywo takie utwory, jak Back Room Blues, Battle Hymn of the Republic, American Patrol, Entrance of the Gladiators, Three Blind Mice i Back Room Entrance.
W filmie fabularnym Ruchome piaski (Quicksand) główny bohater, którego grał Mickey Rooney, pyta swoją partnerkę czy lubi Reda Nicholsa, a następnie oboje idą do klubu i oglądają występ zespołu Red Nichols and His Five Pennies. Obraz miał premierę w 1950.
W 1959 wszedł na ekrany hollywoodzki film biograficzny The Five Pennies w reżyserii Melville’a Shavelsona. Obraz w swobodny sposób ukazywał jego karierę muzyczną i życie prywatne. W postać kornecisty Reda Nicholsa wcielił się Danny Kaye. Sam muzyk pokazał się w epizodzie jako członek orkiestry Clicquot Club Eskimos, zagrał też wszystkie partie kornetu wykonywane na ekranie przez Kaye’a.
W 1951 i 1959 pojawił się jako on sam w dwóch epizodach w filmach fabularnych: Disc Jockey i The Gene Krupa Story.

## Upamiętnienie
W 1986 został pośmiertnie wprowadzony do Panteonu Sław Big-bandów i Jazzu (The Big Band and Jazz Hall of Fame).